# Nacella mytilina
Nacella mytilina is een slakkensoort uit de familie van de Nacellidae. De wetenschappelijke naam van de soort is voor het eerst geldig gepubliceerd in 1779 door Helbling.
De soort komt voor in de wateren in en rond Antarctica.